# Medieval: Total War
Medieval: Total War é um jogo de computador baseado em estratégia por turnos e táticas em tempo real que foi desenvolvido pela Creative Assembly e lançado pela Activision. Ambientado na Idade Média, é o segundo jogo da série Total War, sucessor do primeiro título, Shogun: Total War. Originalmente anunciado em agosto de 2001, o jogo foi lançado na América do Norte em 20 de agosto de 2002 e na Europa em 30 de agosto.
Medieval possui uma engine semelhante ao Shogun: Total War. O jogador constrói um império dinástico, em um cenário que conta com Europa, o Norte da África e o Oriente Médio, no período de 1087 a 1453. A jogabilidade é ao mesmo tempo estratégica e tática, a nível estratégico o jogo é jogado em turnos, onde é possível administrar o império, movimentar tropas, agentes e realizar melhorias no próprio território, enquanto a nível tático, o jogo se desenvolve em tempo real, em um campo de batalha 3D, onde a liderança do jogador, a frente de numerosos guerreiros, poderá fazer a diferença entre uma brilhante vitória e uma ultrajante e abjeta derrota.
Medieval: Total War recebeu elogios dos avaliadores, com vários críticos elogiando-o como um marco nos jogos de mesmo gênero. As batalhas em tempo real foram elogiadas por seu realismo, bem como novo recurso de batalhas de cerco. No entanto o jogo recebeu algumas críticas, acerca do controle das unidades. A profundidade e complexidade da parte estratégica, também foi bem recebida pelos críticos, juntamente com a fidelidade histórica. O jogo foi um sucesso comercial, estando do topo das paradas britânicas de lançamentos de jogos.

## Jogabilidade
Medieval: Total War se baseia na construção de um império em toda a Europa medieval, no Norte da África e no Oriente Médio. O jogo centra-se na guerra, religião e política da época, levando o jogador na conquista do mundo conhecido. Tal como acontece com o seu predecessor, Shogun: Total War, o jogo é composto por duas grandes áreas de jogabilidade: Primeiro um mapa de campanha baseado em turnos que permite ao usuário mover exércitos e agentes pelo mundo e controlar outros aspectos da nação tais como, religião, diplomacia e outras tarefas necessárias, para tornar a sua facção a mais poderosa. Por fim, um campo de batalha em tempo real, onde o jogador comanda, pessoalmente, seus exércitos em batalhas campais e cercos, ao decorrer do que acontece na campanha.
A parte estratégica do jogo divide o mapa de campanha entre as vinte facções do período, com um total de doze que são jogáveis. O tamanho inicial do território das disponíveis e principais facções, dependem do período de início do jogo, Alta Idade Média 1087, Idade Média Clássica 1205 ou Baixa Idade Média 1321, refletindo o estado histórico destas facções ao longo do tempo. As facções representam muitas das principais nações da época, incluindo o Império Bizantino, a França, Inglaterra, o Sacro Império Romano e do Império Otomano. Estas facções, juntamente com várias outras facções que aparecem no início da campanha, estão disponíveis para o jogador na campanha principal. Várias facções, como a Horda de Ouro , surgem ao longo da campanha, com base em fatos históricos. Cada facção varia de religião, território e unidades, no entanto, facções de mesma cultura possuem tropas em comum.
Além da campanha principal, Medieval: Total War também possui um modo de jogo, onde o jogador pode realizar diversas campanhas e batalhas históricas. Campanhas históricas permitem que o jogador participe de série de batalhas famosas, de uma guerra do período medieval, como a Guerra dos Cem Anos e as Cruzadas, jogando com comandantes históricos, como Ricardo Coração de Leão. Batalhas individuais históricas onde o jogador controla uma figura histórica, em numa batalha isolada, que ocorreu neste período, como William Wallace, através da Batalha de Stirling Bridge.

### Campanha
A campanha principal de Medieval: Total War, inicia com o jogador escolhendo uma das quatorze facções jogáveis, levando seu reino,  eventualmente, na conquista do mapa estratégico. Cada uma das facções controla uma série de províncias históricas, que no mapa, contém um castelo e também um porto, caso esta se localize junto ao mar. Na campanha, o jogador controla a construção de estruturas, especificas de cada província, o recrutamento de unidades e agentes, do movimento dos exércitos, frotas e agentes, utilizando todos esses meios para adquirir e defender as províncias. Diplomacia e economia são dois outros aspectos que o jogador pode usar, para avançar em seus objetivos, bem como espionagem e assassinato. A religião é muito importante no jogo, tornando o jogador capaz de converter províncias para as suas própria religião, afim de cimentar a lealdade do povo. Outro modo de campanha está disponível, chamado de "Conquistas Gloriosa", no qual cada facção tem vários objetivos históricos, o atingimento de um objetivo conta certa quantidade de pontos e a facção com mais pontos, ganha o jogo. O modo campanha é baseado em turnos, com cada turno representando um ano, permitindo ao jogador, atender todas as necessidades da facção, antes de liberar a inteligência artificial, para realizar novos movimentos e decisões de outras facções.

O modo de campanha possui um mapa de estratégia por turnos, com diferentes províncias, contendo castelos, agentes e exércitos, conforme indicam as figuras da imagem

A campanha é muito semelhante ao Shogun: Total War, mas apresenta muitas melhorias. O jogo é ambientado principalmente na Europa, mas também possui partes do Oriente Médio e Norte da África. A produção  podem ocorrer em todas as províncias, através de um edifício que jogador pode construir, entre as centenas de edifícios e unidades que se conectam através da árvore tecnológica do jogo. O dinheiro necessário para desenvolver as províncias e recrutar os exércitos provém dos impostos recolhidos nas províncias do reino e através do comércio com as províncias vizinhas. Não há pesquisa de tecnologia específica, mas vários avanços, como a pólvora, se tornam disponíveis ao longo do tempo, através de eventos automáticos do jogo. Castelos fornecem a base para construções mais desenvolvidas, disponíveis no jogo, sendo que é necessário o jogadores atualizar os nível de um castelo, para tornar possível a construção de edifícios mais avançados. Atualizações, como muralhas extras e torres de guarda, podem ser adicionadas aos castelos individualmente. Muitos edifícios têm funções econômicas, tais como postos comerciais, que geram dinheiro, enquanto outros são edifícios militares, que permitem o recrutamento de tipos de unidades avançadas. Embora existam muitos tipos de unidade comum, várias unidades originais estão disponíveis. Estas unidades são limitadas a uma única facção, ou são dependentes do controle de uma província em particular. Cada unidade possui diferentes pontos fortes e fracos.
Cada facção tem uma variedade de generais diferentes, alguns relacionados com a família real e na linha de sucessão ao trono, o restante são membros da nobreza, sendo que as unidades de comando no campo, podem assumir cargos de estado. Cada um destes personagens, tem um ranking para vários atributos, tais como capacidade de comando e piedade, que afeta a forma como exercem suas funções no campo de batalha e como governam as províncias. Esses atributos, e outros fatores, como a saúde, são influenciados por vícios e virtudes, definindo a personalidade do personagem e suas ações. Essas características podem ser adquiridas, aparentemente de forma aleatória, ou podem ser atribuídas ao personagem, através de ações dentro do jogo. Unidades não-militares, referidas coletivamente como "agentes", podem ser treinadas. Os tipos de agente que uma facção é capaz de recrutar  dependem da sua religião, mas todas as facções possuem diplomatas, espiões e assassinos à sua disposição. Diplomatas realizam tarefas diplomáticas, tais como alianças entre duas facções, ou podem também atuar subornando exércitos estrangeiros, os espiões permitem que se obtenha informações detalhadas que são recolhidas de províncias estrangeiras, ou personagens, enquanto os assassinos podem tentar matar unidades nacionais ou estrangeiras. As facções também têm acesso a diversos agentes religiosos, para espalhar a religião professada nacionalmente e facções cristãs podem casar suas princesas, com generais de outras facções, por razões políticas. Às vezes, no jogo, um personagem surgirá com o nome de uma famosa e histórica figura, com habilidades iniciais melhores do que o normal. Um general, como Ricardo Coração de Leão, El Cid ou Saladino serão ótimos comandantes militares, enquanto um bispo como Thomas Becket, irá possuir maior quantidade de piedade do que o normal.

### Combate

Cena de uma batalha de campo do jogo, no ambiente tático em tempo real. Milhares de homens em uma batalha

As batalhas acontecem em um campo de batalha 3D, através um sistema em tempo real, ao invés do sistema por turnos da campanha. Estas batalhas são similares às do Shogun: Total War, onde dois exércitos, de facções opostas, entram em combate, até que um lado seja derrotado ou se retire. O combate em Medieval: Total War, ocorre quando o jogador, ou a inteligência artificial, move os seus exércitos, para uma província que esta sob posse de uma facção hostil. Ao jogador é apresentada a opção de comandar a batalha, pessoalmente, no campo de batalha em tempo real, ou permitir que o computador, automaticamente, resolva a batalha por parâmetros que envolvem as capacidades e qualidades de cada exército oponente. Juntamente com as batalhas da campanha, os jogadores têm a sua disposição, batalhas históricas e personalizadas, onde o jogador controla o clima, as unidades e o terreno que estará presente no campo de batalha.
Durante os combates, os jogadores assumem o controle de um exército medieval, contendo diversas unidades, como cavaleiros e arqueiros, cada qual, possuem diferentes vantagens e desvantagens, que consequentemente, influenciam na eficácia global do exército. Os jogadores devem usar táticas medievais, a fim de derrotar os seus inimigos, usando formações históricas para dar vantagens as unidades, em diferentes situações. Todas as unidades do jogo possuem pontos de experiência, que vão sendo adquiridos conforme a unidade é utilizada nas batalhas da campanha, estes pontos melhoram a eficiência das unidades em combate, pois aumenta suas capacidades específicas. No multiplayer, estes pontos são distribuídos quando o jogador monta seu exército. Cada mapa contém vários terrenos de batalha, baseados na geografia de cada província, do mapa de campanha, com mapas separados para cada uma das fronteiras entre as províncias, sendo que quatrocentos mapas originais estão disponíveis para o jogo. O clima, ambiente e estilo de construção, de cada mapa, varia dependendo da parte do mundo que a província esteja localizada, por exemplo, um mapa localizado no Oriente Médio, terá um clima quente e ensolarado, terreno arenoso e arquitetura islâmica. Os cercos são um aspecto importante do jogo, introduzido na série Total War, que ocorre quando o exército invasor, escolhe atacar o exército defensor, que por sua vez recuou para o interior do castelo provincial. Ao iniciar a batalha, o atacante tem que lutar, seguindo seu caminho, através das defesas do castelo, ganhando a batalha, uma vez que as unidades inimigas estejam derrotadas. Cada unidade do jogo tem uma quantidade de "moral", que pode aumentar, se uma batalha está indo bem para a sua facção, ou diminuir, em situações, como por exemplo, cercada ou sustentado pesadas baixas. O moral pode cair a níveis tão baixos, durante uma batalha, que pode forçar uma unidade a abandonar a luta e debandar, no entanto, o jogador tem a opção de tentar chamar os homens que fogem, de volta para a batalha, utilizando uma habilidade especial de seu general, o que torna importante a utilização de generais para comandar os exércitos em batalha. Os exércitos de cada lado podem capturar unidades inimigas, cobrando um resgate, após a batalha, para libertarem os cativos, sendo que generais possuem um grande valor de resgate.

### Multijogador
Medieval: Total War apresenta um modo de jogo multijogador semelhante ao Shogun: Total War, onde os jogadores podem participar de batalhas em tempo real, contra até sete outros jogadores. Os jogadores criam e controlam os exércitos das facções disponíveis no jogo, podendo usá-los para competir em torneios online ou batalhas casuais. O modo de campanha não pode ser jogado em multijogador, esse recurso foi adicionado mais tarde para a série Total War em Empire: Total War.

## Desenvolvimento

Cena de uma batalha de cerco do jogo, no ambiente tático em tempo real. Os castelos podem incluir diversas muralhas, com torres que podem alvejar o inimigo de certa distância

Medieval: Total War foi anunciado pela Creative Assembly, originalmente, em 3 de agosto de 2001, como título provisório de Crusader: Total War. O desenvolvimento do jogo começou logo após o lançamento do Shogun: Total War. No início do desenvolvimento, foi decidido mudar o nome para Medieval: Total War, para ter um nome que refletisse melhor o escopo do jogo. Num comunicado de imprensa, a CA anunciou que o jogo seria publicado pela Activision, em vez da Electronic Arts, produtora anterior. A Creative Assembly também destacou as características do jogo, ele abrangeria a época medieval, do século XI ao século XV, com os jogadores sendo capazes de participar de vários cenários históricos da época, como, por exemplo, a Guerra dos Cem Anos. Os comunicados de imprensa, ao longo dos meses subseqüentes, mostraram screenshots do jogo, juntamente com mais informações sobre as características de Medieval: Total War. O jogo utiliza uma versão atualizada do motor de jogo, utilizado em Shogun: Total War, que permite batalhas maiores do que previamente possível, com um de tropas aumentado para os dez mil homens em campo. Por sua vez, o melhorado motor de jogo, também permitiu uma maior quantidade de mapas de batalha, para representar os exércitos no mapa de campanha, em relação ao que era possível anteriormente. Outros novos aprimoramentos do campo de batalha foram incluídos, como um terreno mais detalhado com aldeias e vegetação, e uma mecânica de cerco aos castelos melhorada, fazendo com que os jogadores, agora, se concentrem em destruir as muralhas antes de assaltar e capturar o castelo. O jogo conta com uma inteligência artificial melhorada, em relação ao Shogun: Total War, com a AI de unidades  individuais e a AI tática, que controla o exército global, separadas para um controle mais efetivo das forças de oposição.
O diretor de criação da Creative Assembly, Michael de Plater, declarou em uma entrevista que: "Nós nunca fomos 100 por cento satisfeitos com o nome Crusader... não cobria todo o âmbito, ou a rica diversidade do jogo". O foco no período medieval, foi escolhido, porque "era perfeitamente adequado para a direção em que queriamos levar o jogo.... queríamos ter grandes castelos e cercos espetaculares". O desenhista Mike Brunton, escreveu, antes do lançamento do jogo, que os cercos foram uma das características mais importantes a serem adicionadas à série Total War, explicando, como isso levou a um aumento do limite de tropas de vinte em Shogun: Total War, para mais de uma centena em Medieval: Total War. Para maior autenticidade, a pesquisa foi realizada sobre os aspectos do período medieval, como assassinatos e figuras históricas. Líderes do período foram incluídos no jogo, para representar seus personagens e suas características, foi implementado o sistema de "vícios e virtudes" ao jogo, projetado para tornar os personagens mais realistas em suas ações.
Uma demonstração do jogo foi lançada em 26 de junho de 2002, com missões de tutorial e uma missão, para um jogador, completa. Medieval: Total War foi lançado em 20 de agosto, nos Estados Unidos e 30 de agosto no Reino Unido. A Creative Assembly lançou um patch em 5 de novembro de 2002, para corrigir diversos bugs, que ainda estavam presentes no jogo. Uma nova batalha histórica, baseada na Batalha de Stamford Bridge, foi lançada mais tarde pela CA, disponibilizada através da Wargamer.

## Expansão e sequência
Viking Invasion foi nome dado a primeira e única expansão para Medieval. Foi desenvolvido pela The Creative Assembly e lançado pela Activision, em 7 de maio de 2003. O jogo é ambientado na Idade Média, durante as Invasões Vikings.
Activision, editora do jogo, produziu uma combinação de Medieval: Total War e Medieval: Total War: Viking Invasion, o chamado Medieval: Total War - Battle Collection. Lançado em 7 de janeiro de 2004.

## Crítica
Medieval: Total War foi bem recebido pelos críticos da indústria de vídeo jogos, obtendo altos índices, como 88% no GameRankings e Metacritic. No Reino Unido, o jogo foi direto para o topo da lista de jogos, após seu lançamento, permanecendo no topo por duas semanas. Nos Estados Unidos, Medieval: Total War alcançou a quarta posição, em sua segunda semana, após ser liberado, ficando atrás somente de Warcraft III, The Sims e sua expansão The Sims: Vacation.
Os críticos elogiaram os vários novos fatores adicionados e a complexidade da campanha. ActionTrip observou que "Medieval acrescenta um novo equilíbrio estratégico para a série, ensinando aos jogadores, que grandes impérios demandam grandes responsabilidades". Eurogamer elogiou a forma como o jogador deve gerir a produção, guardar a lealdade dos generais importantes e fazer uso de espiões e assassinos, classificando o nível de controle como "muito à frente do que se viu no jogo anterior", sendo que outras críticas especializadas, avaliaram Medieval da mesma forma. O número de facções no jogo, cada qual com suas próprias unidades e territórios, historicamente corretos, foram elogiados, IGN e Game Informer, afirmaram que "dá ao jogo um valor enorme", e GameSpot acrescentou que "a parte estratégica, agora, tem muito mais opções". Muitos críticos aplaudiram o fato de o jogo se passar no cenário histórico da Idade Média,  estando este, bem integrado ao jogo. Computer and Video Games reconheceu que a "brutalidade e a instabilidade" da época estava bem incluídas no jogo. GameSpot elogiou o aspecto religioso no jogo, "a religião desempenhou um papel importantíssimo na formação da história, e assim é no jogo". GameSpy afirmou que as diferentes posições históricas, de início da campanha, dão ao jogo uma "impressionante e notável" profundidade e detalhe. O sistema de batalhas históricas também foi muito bem recebido pela 1UP.com, afirmando que os produtores obtiveram sucesso em "proporcionar uma visão autêntica do passado". No entanto, GameSpot observou problemas com a falta de informação, "você terá dificuldade e necessitará de um bom tempo para acompanhar todos os acontecimentos em suas províncias", sugerindo que isso poderia ser resolvido através de uma interface mais informativa. Em geral, os críticos elogiaram bastante a jogabilidade estratégica, muitos deles, avaliaram que o jogo era semelhante, ao estilo da série Civilization.
O sistema de batalha em Medieval: Total War, foi considerado por muitos críticos, o destaque do jogo. Para o Eurogamer, "a sensação de escala e de drama, nesses conflitos, é incrível", elogiando os efeitos visuais e de combate. Os diferentes campos de batalha e seus ambientes, foram elogiados pelo IGN, com o ActionTrip concordando, que o "Medieval, estava melhor do que o Shogun", acrescentando, que o terreno e as unidades estavam mais detalhados do que os apresentados em Shogun: Total War. GameSpot elogiou as batalhas realistas, mencionando que os detalhes do mundo real, no campo de batalha, como fadiga, munição e moral das tropas, incluídos no jogo, foram uma "mudança bem-vinda". GameSpy declarou que as "caóticas" batalhas, ficaram adequadas para a época, mas criticou os cercos, alegando que eles eram "muito simples e desinteressantes", com a falta de detalhe em relação a outros elementos 3D. A trilha sonora do jogo foi bem recebida pelo IGN, que declarou que "a trilha sonora é cheia de momentos estimulantes, onde uma orquestra sensível ao contexto, leva a você aos combates sangrentos" e ainda observou, que isso é adequado para um jogo que "mostra a contagem de corpos como nenhum outro". ActionTrip também se admirou como a música do jogo, mudou de ritmo em relação a quando a batalha começou, The Creative Assembly uniu "magistralmente os efeitos de áudio ao visual". A inteligência artificial, para Medieval: Total War, foi planejada para ser muito melhor que seu antecessor, sendo observado pelo GameZone, que a "AI do jogo é muito boa... este é um jogo desafiador". 1UP.com avaliou, que a AI era inteligente o suficiente, para evitar que somente a força bruta ganhasse as batalhas. Algumas críticas foram feitas em relação a grandes batalhas, onde foram observadas baixas taxas de quadros e de desempenho, enquanto o ActionTrip, também observou vários problemas de gestão de unidades, com estas encontrando dificuldades para achar o caminho em frente, afirmando que, "é desmoralizante ver arqueiros se voltando para o lado errado".
Medieval: Total War recebeu críticas muito favoráveis, apesar de algumas negativas, ganhando grande destaque na indústria. GameSpot resumiu dizendo que o jogo "não é adequado para o jogador casual", no entanto, os jogadores mais estrategistas, "encontrarão muita coisa do que gostar, e por muito tempo"". Embora o GameSpy tenha comentado que Medieval possuía "alguns solavancos pela estrada", também mencionou que o jogo tinha o suficiente, para manter os jogadores interessados por muitos meses. Eurogamer estava entusiasmado ao pronunciar que Medieval: Total War era "um marco nos jogos", enquanto GameZone parecia menos impressionado, qualificando o jogo como um "agradável e sólido jogo de batalha", e ao criticar o áudio e os gráficos como "meramente médios". IGN finalizou, afirmando que o jogo "proporciona uma experiência abrangente", enquanto 1UP.com terminou proclamando que "simplesmente não há espaço suficiente neste site para exaltar as suas virtudes".
Medieval foi o destinatário de uma série de prêmios da indústria. PC Gamer UK qualificou o jogo como top de 2002, substituindo a entrega anterior, da empresa Valve com seu jogo Half-Life. Na apresentação do prêmio, PC Gamer, declarou: "Foi candidato único". O jogo recebeu um prêmio EMMA por excelência técnica para o áudio, sendo Jeff van Dyck, elogiado pelo áudio do jogo, "é notadamente exuberante, bem misturado e adiciona dinamicidade para o jogo. As extensas e diversas faixas de autênticas músicas, envolvem plenamente o jogador". O jogo recebeu um maior número de distinções, a partir de sua publicação , como por exemplo, o "Melhor Jogo de Estratégia de 2002", atribuído pelo GameSpy, que salientou: "Não podemos dizer apenas que Medieval contem dois grandes jogos em um. São dois jogos que se complementam para o desenlace final". The Creative Assembly também foi premiada com o "European Computer Trade Show PC Game Developer of the Year", pela produção de Medieval: Total War.